# Magma, désastre volcanique
Pour plus de détails, voir Fiche technique et Distribution.
Magma, désastre volcanique (Magma: Volcanic Disaster) est un téléfilm américain réalisé par Ian Gilmore et diffusé le 21 janvier 2006 sur Sci Fi Channel.

## Synopsis
À la suite de différents événements anormaux, le volcanologue Peter Shepherd tente d'alerter, à l'aide de ses élèves, sur un risque mondial qui pourrait rendre la planète totalement inhabitable.

## Fiche technique
- Titre original : Magma: Volcanic Disaster
- Réalisation : Ian Gilmore (en)
- Scénario : Rebecca Rian
- Photographie : Lorenzo Senatore
- Musique : Nathan Furst
- Société de production : ApolloScreen Filmproduktion GmbH & Co. Filmproduktion KG
Magma Productions
- Durée : 87 minutes
- Pays :  États-Unis

## Distribution
- Xander Berkeley (VF : Stefan Godin) : Peter Shepard
- Amy Jo Johnson (VF : Annabelle Roux) : Brianna Chapman
- David O'Donnell (en) (VF : Yann Pichon) : C. J.
- Michael Durrell : le président Fletcher
- Reiko Aylesworth (VF : Magali Barney) : Natalie Shepard
- Vlado Mihailov (VF : Emmanuel Garijo) : Kai Senakoia
- Rushi Vidinliev (VF : Fabrice Josso) : Jacques
- Valentin Ganev (en) (VF : Gilbert Levy) : Oskar Valenteen
- George R. Sheffey (VF : Lionel Tua) : Dr William Kincaid
- Dessi Morales : Melanie
- Ryan Spike Dauner : O'Neil
- Doug Dearth : Jeff

Source et légende : Version française (VF) sur Doublagissimo

## Critiques
- , la rédaction de Télé Loisirs indique que « malgré une bonne idée de départ, le scénario se révèle vite peu crédible avec des effets spéciaux décevants[3]. »
- , la rédaction de Télé 7 jours décrit ce téléfilm comme « une pâle démarque des films catastrophes du style Volcano ou Le Pic de Dante avec des effets spéciaux par ordinateur assez ratés et des dialogues insipides[4]. »